# Meringium denticulatum
Meringium denticulatum là một loài thực vật có mạch trong họ Hymenophyllaceae. Loài này được (Sw.) Copel. miêu tả khoa học đầu tiên năm 1938.